# Faster, Pussycat! Kill! Kill!
Faster, Pussycat! Kill! Kill! é um filme estadunidense de 1965, do gênero comédia de ação, dirigido por Russ Meyer.

## Elenco
- Tura Satana - Varla
- Haji - Rosie
- Lori Williams - Billie
- Susan Bernard - Linda
- Stuart Lancaster
- Paul Trinka - Kirk
- Dennis Busch - Vegetal
- Ray Barlow - Tommy